# ادوبی افتر افکتس
ادوبی افتر افکت (به انگلیسی: Adobe After Effects) نرم‌افزار ایجاد جلوه‌های بصری دیجیتال، موشن گرافیک و برنامهٔ کاربردیِ ترکیب عناصر بصری مختلف است که توسط شرکت ادوبی سیستم توسعه یافته و در فرایند پس از تولید در فیلم‌سازی و تولیدات تلویزیونی مورد استفاده قرار می‌گیرد.
در میان دیگر نرم‌افزارهای گرافیکی، افتر افکت را می‌توان برای کروماکی، اصلاح حرکت، اندازه و جهت، ترکیب عناصر بصری و انیمیشن استفاده کرد. همچنین به عنوان یک نرم‌افزار بسیار پایه برای ویرایشگر غیرخطی، ویرایشگر صوتی و واسطهٔ تبدیل کدها استفاده کرد.
این نرم‌افزار یکی از قدرتمندترین ابزارهای پویانمایی دوبعدی و جلوه‌های ویژهٔ سینمایی در جهان است که انقلاب وسیعی در نگرش نسبت به پویانمایی و تلویزیون پدیدآورده. افتر افکت هماهنگی بالایی با ادوبی فوتوشاپ و ادوبی پریمیر و ادوبی آدیشن دارد.

## قابلیت‌های کلیدی
از قابلیت‌های مهم این برنامهٔ پیشرفته می‌توان به امکان اشتراک‌گذاری پروژه بین چند سیستم و دسترسی آسان به فایل‌های اشتراک‌گذاری شده، اشاره کرد. در نرم‌افزار ادوبی افتر افکت قابلیت استفاده از ابزار حاشیه موجب حفظ جزئیات بیشتر در هنگام جداسازی المان‌های پس‌زمینه می‌شود. علاوه بر این، از ابزار VFX برای تثبیت نمودن تصویر و تدوین دقیق آن استفاده می‌شود.
- ساخت افکت برای متون
- مدیریت نویز در تصاویر
- کیفیت بالا در ذخیره‌سازی
- پیش‌نمایش از تمامی عملکردها
- وجود افکت‌های شبیه‌سازی
- لایه بندی کارها مانند فتوشاپ
- افکت‌های چند کاناله سه‌بعدی
- هماهنگی با صداهای ۳۲ بیتی
- وجود افکت‌های فراوان برای تدوین
- وجود ویرایش تایم‌لاین
- امکان خلق جلوه‌های بصری متحرک
- هماهنگی با دیگر نرم‌افزارهای شرکت ادوبی
- خلق اشکال متحرک دوبعدی و سه‌بعدی
- امکان سایه دادن به اشکال دوبعدی و سه‌بعدی
- وجود کامل‌ترین طیف از رنگ‌ها برای خلق جلوه‌ها
- امکان هماهنگی با اسکریپت‌های متحرک‌سازی
- افکت‌های متحرک‌سازی تصاویر یا Transitionها
- متحرک‌سازی به صورت کاملاً هدایت شده از سوی کاربر
- قابلیت هماهنگی با کدهای تحت وب و فایل‌های SWF
- قابلیت کار با چند دوربین برای جلوه‌های بصری سه‌بعدی
- پردازش‌های موازی برای افزایش سرعت کارکرد نرم‌افزار
- طراحی انیمیشن‌ها برای صفحات وب و ذخیره‌سازی با فرمت SWF
- امکان استفاده از فایل‌های سه‌بعدی سایر نرم‌افزارها مانند Cinema 4d
- داشتن و منتشر شدن پلاگین‌های بسیار متنوع و عالی

ادوبی افترافکتس در سال‌های اخیر با ادغام هوش مصنوعی (AI) توانسته است امکانات و قابلیت‌های پیشرفته‌ای برای ایجاد محتوای ویدیویی و جلوه‌های بصری فراهم کند. از جمله این قابلیت‌ها، ابزارهای مبتنی بر یادگیری ماشین و هوش مصنوعی هستند که به کاربر کمک می‌کنند تا فرآیندهای پیچیده مانند ردیابی حرکات (motion tracking)، ایجاد جلوه‌های ویژه، و تشخیص و حذف خودکار پس‌زمینه‌ها را به‌صورت سریع‌تر و دقیق‌تر انجام دهند. به‌عنوان مثال، ویژگی Content-Aware Fill که در افترافکتس اضافه شده، به کاربران اجازه می‌دهد تا به‌صورت هوشمند بخش‌های ناخواسته از ویدیو را حذف کرده و آن‌ها را با محتواهای مشابه جایگزین کنند.
یکی دیگر از ویژگی‌های مهم، استفاده از AI برای ایجاد خودکار انیمیشن‌ها و افکت‌ها بر اساس داده‌ها یا حرکت‌های پیش‌بینی‌شده است. همچنین، قابلیت‌های جدیدی مانند تنظیم رنگ و بهینه‌سازی جلوه‌ها با هوش مصنوعی به کاربران این امکان را می‌دهند که به‌صورت خودکار کیفیت ویدیوهای خود را بهبود بخشند و به نتایج حرفه‌ای‌تری دست یابند.
افتر افکت با این قابلیت‌ها توانسته است فرآیند تولید ویدیوها را برای حرفه‌ای‌ها و مبتدی‌ها ساده‌تر و سریع‌تر کند و در عین حال، کیفیت و خلاقیت محتوای تولیدی را افزایش دهد.

## موشن گرافیک
طراحی موشن گرافیک یکی از قابلیت‌های افتر افک است. با استفاده از پلاگین‌ها و اسکریپت‌های این نرم‌افزار، می‌توان صحنه‌های ۲ بعدی و حتی ۳ بعدی موشن گرافیک را به راحتی ایجاد کرد.

## نوردهی چندگانه
در این نرم‌افزار می‌توان تکنیک دابل اکسپوژر را به راحتی انجام داد. از جمله ابزارهایی که می‌توان برای این تکنیک استفاده کرد Mask ،Track matt و Blend Modeها هستند.

## تاریخچه
نسخهٔ نخست این نرم‌افزار توسط شرکت علم و هنر (COSA) آمریکا در سال ۱۹۹۳ عرضه شد و نسخۀ دوم نیز در ۱۹۹۴ توسط همین شرکت به بازار آمد. در همین سال کمپانی ادوبی این شرکت را خرید و نرم‌افزار «ادوبی افتر افکت ۳» به بازار عرضه شد. نرم‌افزار ادوبی پیج‌میکر نیز از همین کمپانی در ۱۹۹۴ خریده شد.